# Better Late Than Never (Soulja Boy)
Better Late Than Never è un mixtape del rapper statunitense Soulja Boy, pubblicato il 9 giugno 2016.

## Tracce
1. Grindin' – 4.03
2. Day One – 3.15
3. Do What I Want (feat. Lil Twist) – 3.17
4. No Time – 3.13
5. Young Nigga (feat. Lil Yachty) – 3.31
6. Blow – 2.40
7. Wanna Be Like Soulja – 3.11
8. Rich Nigga Shit – 4.06
9. I'm A Boss – 2.46
10. I Just Broke My Wrist – 3.21
11. Her Body – 3.41
12. Brought That Bag – 3.57
13. Keep It 100 – 4.10
14. Hold Me Down – 3.07
15. Pineapple Fanta – 3.16